# Gordon Currie
Gordon Currie (ur. 25 września 1965 w Vancouver) – kanadyjski aktor, reżyser, producent, scenarzysta i montażysta filmowy. Wystąpił w roli Nicolae’a Carpathii w filmach z serii Pozostawieni w tyle.

## Wczesne lata
Urodził się w Vancouver, w Kolumbii Brytyjskiej w Kanadzie, jako syn Amerykanów. W 1991, po kilku latach pracy w lokalnej telewizji w Vancouver, przeprowadził się do Los Angeles, próbując rozpocząć karierę. Wynajął mieszkanie z dwiema sypialniami przy Melrose Avenue w Kalifornii, gdzie mieszkał dwa lata z współlokatorem Bradem Pittem.

## Kariera
Przez pewien czas pracował jako klaun Ronald McDonald w McDonald’s, zanim zadebiutował na kinowym ekranie jako Dean Kozinski w komedii romantycznej Joela Schumachera Kuzyni (Cousins, 1989) u boku Teda Dansona, Isabelli Rossellini i Sean Young, a następnie przejął rolę Bobby’ego Walsha na wózku inwalidzkim, kuzyna Brandona (Jason Priestley) i Brendy (Shannen Doherty) w Beverly Hills, 90210 (1991-1996).
Pracował dla telewizji amerykańskiej i francuskiej. Wyreżyserował i wyprodukował także film krótkometrażowy Dwa dodatkowe dni (Two Extra Days, 1998). W trzech ekranizacjach bestsellerowych powieści o czasach ostatecznych autorstwa Tima LaHaye'a i Jerry’ego B. Jenkinsa – Pozostawieni w tyle (Left Behind: The Movie, 2000), Koniec jest bliski (Left Behind II: Tribulation Force, 2002) i Spisani na straty (Left Behind: World at War, 2005) - zagrał rolę Nicolae’a Jetty’ego Carpathię, Antychrysta, który próbuje zebrać siły Globalnej Wspólnoty rządu światowego przeciwko wyznawcom Chrystusa. W 2006 otrzymał nagrodę Reel Canadian Indie jako współreżyser komediodramatu Magnus Opus (2003).

## Życie prywatne
Zamieszkał w Toronto, w Ontario. 4 sierpnia 1999 ożenił się z aktorką Sarah Plommer. Jednak w 2003 doszło do rozwodu. Mają syna Brodericka. W sierpniu 2004 poślubił Maxine McCulloch, z którą ma troje dzieci.

## Filmografia

### Filmy
- 1989: Piątek, trzynastego VIII: Jason zdobywa Manhattan jako Miles Wolfe
- 1993: Władca lalek 4 jako Richard „Rick” Myers
- 1993: Alive, dramat w Andach jako Coche Inciarte
- 1994: Władca lalek 5: Ostatnia walka jako Richard „Rick” Myers
- 2000: Pozostawieni w tyle (Left Behind: The Movie) jako Nicolae Carpathia
- 2002: Koniec jest bliski (Left Behind II: Tribulation Force) jako Nicolae Carpathia
- 2004: Śmiertelne wizje (Deadly Visions, TV) jako John Culver
- 2004: Autostrada grozy (Highwaymen) jako Ray Boone
- 2005: Spisani na straty (Left Behind: World at War) jako Nicolae Carpathia
- 2005: Mroczne godziny (The Dark Hours) jako David Goodman
- 2006: Strażnik (The Sentinel) jako pomocnik dyrektora
- 2006: Mroki lasu (The Woods) jako szeryf

### Seriale TV
- 1988: Niebezpieczna zatoka jako Gene Curtis
- 1991-1996: Beverly Hills, 90210 jako Danny Five / Bobby Walsh
- 1992: Czarne kapelusze jako młody strażnik
- 1993: Napisała: Morderstwo jako Sean Griffith
- 1997: Gliniarz z dżungli jako Ronnie
- 1997: Viper jako Noel Flynn
- 1998: Mroczne dziedzictwo jako Chevalier
- 2000: Operacja wieczność (Code Name: Eternity) jako Dent
- 2000: Życie do poprawki jako Jake Connor
- 2002: Ziemia: Ostatnie starcie jako Chase McBride
- 2004: Doc jako Caz Truman
- 2005: Poszukiwani jako Derek Conway